# Brandbach (Zaya)
Der Brandbach ist ein linker Zufluss zur Zaya bei Zwentendorf im Weinviertel, Niederösterreich.
Der Bach entspringt knapp außerhalb von Hagenberg in zwei Quellbächen, durchströmt den Ort und speist den Graben von Schloss Hagenberg, nimmt bei Friebritz den von rechts kommenden Fallehergraben auf und fließt sodann auf Zwentendorf zu und passiert den Ort. Knapp außerhalb von Zwentendorf ergießt sich der Brandbach als linker Zubringer in die Zaya. Sein Einzugsgebiet umfasst 11,4 km² in weitgehend offener Landschaft.